# Surprise (Paul Simon)
Surprise  è l'undicesimo album discografico in studio da solista del cantautore statunitense Paul Simon, pubblicato nel 2006.

## Tracce
Tutte le tracce sono di Paul Simon, col supporto di Brian Eno per le tracce 3,8,9.
1. How Can You Live in the Northeast? – 3:42
2. Everything About It Is a Love Song – 3:57
3. Outrageous – 3:24
4. Sure Don't Feel like Love – 3:57
5. Wartime Prayers – 4:49
6. Beautiful – 3:07
7. I Don't Believe – 4:09
8. Another Galaxy – 5:22
9. Once Upon a Time There Was an Ocean – 3:55
10. That's Me – 4:43
11. Father and Daughter – 4:11

## Classifiche
- Official Albums Chart - #4